# Szojuz TMA–05M
A Szojuz TMA–05M a Szojuz TMA–M orosz háromszemélyes szállító/mentőűrhajó űrrepülése volt 2012-ben. A 114. Szojuz űrhajó (1967 óta).

## Küldetés
Hosszú távú cserelegénységet szállított az ISS fedélzetére. A tudományos és kísérleti feladatokon túl az űrhajók cseréje volt szükségszerű.

## Jellemzői
2012. július 15-én a bajkonuri űrrepülőtér indítóállomásról egy Szojuz–FG juttatta Föld körüli, közeli pályára. Több pályamódosítást követően július 17-én a Nemzetközi Űrállomást (ISS) automatikus vezérléssel megközelítette, majd sikeresen dokkolt. Az orbitális egység pályája 88,82 perces, 51,64 fokos hajlásszögű, elliptikus pálya-perigeuma 202 kilométer, apogeuma 261 kilométer volt. Visszatérése előtt az ISS űrállomás elliptikus pályájának perigeumát 400 kilométerre, apogeumát 415 kilométer magasságba emelte.
Szolgálati ideje egybeesik az 1975. július 17-én végrehajtott Szojuz–Apollo-programmal (szimbolikus kézfogás), amely megnyitotta az orosz-amerikai űrkutatási együttműködést. A Szputnyik–1 indításának 55. évfordulójának emlékére 5 kis műholdat állítottak pályára.
Az időszakos karbantartó munkálatok mellett elvégezték az előírt kutatási, kísérleti és tudományos feladatokat. A legénység több mikrogravitációs kísérletet, emberi, biológiai és biotechnológiai, fizikai és anyagtudományi, technológiai kutatást, valamint a Földdel és a világűrrel kapcsolatos kutatást végzett. Fogadták a Progressz teherűrhajókat (M–15M, M–16M, M–17M), az Európai Űrügynökség (ESA) teherűrhajóját (ATV–003), valamint a Japán Űrügynökség (JAXA) teherűrhajóját (H–II Transfer Vehicle) (HTV), kipakolták a szállítmányokat, illetve bepakolták a keletkezett hulladékot. Az ATV–003-at és a HTV-t robotkar segítségével illesztették az űrállomás dokkolójához.
2012. november 19-én hagyományos visszatéréssel, Arkalik (oroszul: Арқалық) városától, a tervezett leszállási körzettől mintegy 91 kilométerre ért Földet. Az első hivatalos éjszakai leszállás. A 6 fékezőrakéta hatására a leszálló sebesség 6-7 méter/másodpercről lelassult 1,5 méter per másodpercre. Összesen 126 napot, 23 órát és 13 percet töltött a világűrben. 1973 alkalommal kerülte meg a Földet.

## Személyzet

### Felszállásnál
- Jurij Ivanovics Malencsenko (5) parancsnok,  Oroszország
- Sunita Lyn Williams (2) fedélzeti mérnök,  Egyesült Államok
- Akihiko Hoshide (2) fedélzeti mérnök,  Japán

### Leszálláskor
- Jurij Ivanovics Malencsenko (5) parancsnok,  Oroszország
- Sunita Lyn Williams (2) fedélzeti mérnök,  Egyesült Államok
- Akihiko Hoshide (2) fedélzeti mérnök,  Japán

### Tartalék személyzet
- Roman Jurjevics Romanyenko parancsnok,  Oroszország
- Chris Austin Hadfield fedélzeti mérnök,  Kanada
- Thomas Henry Marshburn fedélzeti mérnök,  Egyesült Államok